# Девети конен полк
Девети конен полк е български кавалерийски полк, формиран през 1907 година и взел участие в Балканската (1912 – 1913), Междусъюзническата (1913) и Първата световна война (1915 – 1918).

## Предистория
По времето на правителството на Тодор Иванчов (1900 – 1901) с цел заздравяване на финансовото състояние на държавата се приема закона за натуралния десятък в селското стопанство. Селски бунтове възникват в различни краища на страната. С цел запазване на реда в Русе е изпратен един ескадрон от 5-и конен полк, който по това време квартирува в Добрич. Сблъсъци между селяните и войската има край с. Тръстеник.
След потушаване на вълненията ескадрона получава заповед да остане в Русе и да формира 5-и кавалерийски дивизион, който трябва да бъде придаден към 5-а пехотна дивизия. Съгласно заповедта командването е трябвало да има следния състав:
- Временен командир: майор Хр. Калчев
- Взводни командири:
- ротмистър Хр. Фарашев
- ротмистър Мушанов
- поручик Ст. Стойнов, преведен от 2-ри конен полк за адютант-ковчежник
- поручик Богдан Василев
- подпоручик Иван Минчев

## Формиране
Девети конен полк е формиран съгласно указ №40 от 4 юли 1901 година под името 5-и кавалерийски дивизион, от 1 януари 1907 година се развръща в полк, състои от три ескадрона и е подчинен на 3-та конна бригада.
На 15 август 1901 година, когато се урежда положението на дивизиона, за негов командир е назначен майор Петър Митров от 4-ти конен полк.

## Балкански войни (1912 – 1913)
През Балканската война (1912 – 1913) полкът, под командването на полковник Константин Михайлов взема участие в боевете при Селиолу и Гечкенли на 9, 10 и 11 октомври 1912 година. На следващия ден участва в схватка с противниковите ескадрона в района Амур – Гебелер – Хаскьой. От 15 до 17 октомври участва в боевете при Люлебургас, а на 25 в боя при Чорлу. На 4 и 5 ноември е на Чаталджанската позиция като извършва наблюдение на Черноморския бряг от Биюк Чекмедже до Силиврия.
През Междусъюзническата война (1913) полкът участва в боевете при Щип и прикрива отстъплението на българските части от 20 до 24 юни. По-късно, от 4 до 7 юли участва в боевете при върховете Сива Кобила и Китка.

## Първа световна война (1915 – 1918)
По време на Първата световна война (1915 – 1918) 9-и конен полк не участва във военните действия до войната с Румъния. Състои се от 4 ескадрона и един картечен ескадрон и е част от състава на състава на 3-та конна бригада. Последователно квартирува в Кеменлар, Мумджилар и село Хърсово. След започване на военните действия с Румъния, полкът действа като самостоятелна кавалерийска единица от състава на 1-ва пехотна софийска дивизия.
От 2 до 4 септември полкът взема участие в боевете при селата Догрулар и Хаскьой. На 5 септември се включва в атаката при село Полина, а на следващия ден участва в боя при с. Ялъ Чаталджа. Три дни по-късно, на 9 септември, полкът се сражава при селата Кочина и Кара Омур. По-късно влиза в състава на конната дивизия, с която участва в боя при Кара Омур на 14 септември.
На 18 септември 1916 година 9-и конен полк участва в боя около село Карликьой, а от 1 до 6 октомври се сражава при кота 90 (Ташликю). На 18 октомври се участва в боя при Тузла, а на 23-ти – при чифлика Йонеску. На 6 ноември се сражава при Чаушкьой, а на следващия ден – при село Коруджа.
От 29 ноември 1916 до 12 януари 1916 година конният полк е в състава на 2-ра конна бригада, с която преминава Дунава и действа на Румънска територия. От 15 януари 1917 година до края на войната охранява Добруджа при Сарикьой, Хаджи Кьол, Бей Буджак и Муригьол.
През 1921 година в изпълнение на клаузите на Ньойския мирен договор полкът е реорганизиран в 9-и жандармерийски конен полк, през 1922 година е реорганизран в 9-а жандармерийска конна група. През 1923 година, по време на Деветоюнския преврат части от полка участват във въдворяването на реда в русенския и великотърновския край, след което същата година участва в потушаването на Септемврийското въстание. През 1928 година конната група отново е реорганизирана в 9-и конен полк и същата година получава своето първо бойно знаме. Съгласно министерска заповед № 299 от 5 май 1935 година се реформира в 1-ви дивизионен артилерийски полк.
Когато полкът е на фронта, на негово място в мирновременния му гарнизон се формира допълващ ескадрон.

## Наименования
През годините полкът носи различни имена според претърпените реорганизации:
- Пети кавалерийски дивизион (1901 – 1906)
- Девети конен полк (1906 – 1921)
- Девети жандармерийски конен полк (1921 – 1922)
- Девета жандармерийска конна група (1922 – 20 декември 1927)
- Девети конен полк (20 декември 1927 – 5 май 1935)

## Командири
Званията са към датата на заемане на длъжността.
| №   | звание        | име                 | дати                                  |
| --- | ------------- | ------------------- | ------------------------------------- |
| 1.  | Майор         | Петър Митров        | 22 август 1901 – 21 януари 1904       |
| 2.  | Подполковник  | Парашкев Нотович    | 22 януари 1904 – 19 януари 1907       |
| 3.  | Подполковник  | Стефан Салабашев    | 19 януари 1907 – 6 януари 1908        |
| 4.  | Подполковник  | Петър Кацаров       | 6 януари 1908 – 11 април 1910 (умира) |
| 5.  | Подполковник  | Константин Михайлов | 1 май 1910 – 28 февруари 1915         |
| 6.  | Полковник     | Спас Манджуков      | 28 февруари 1915 – 10 юли 1916        |
| 7.  | Подполковник  | Никола Топалджиков  | 10 юли 1916 – 4 април 1919            |
| 8.  | Полковник     | Никола Кямилев      | 4 април 1919 – 23 февруари 1920       |
| 9.  | Подполковник  | Петко Златев        | 23 февруари 1920 – 23 април 1920      |
| 10. | Подполковник  | Димитър Христов     | 23 април 1920 – 29 декември 1921      |
| 11. | Подполковник  | Михаил Илиев        | 29 декември 1921 – 27 септември 1922  |
| 12. | Майор         | Васил Попов         | 27 септември 1922 – 1931              |
| 13. | Полковник     | Драгомир Василев    | 1931 – 1932                           |
| 14. | Генерал-майор | Георги Пенев        | 1932 – 1934                           |
| 15. | Подполковник  | Тодор Пармаков      | от 1934 (и.д.)                        |
| 16. | Полковник     | Петър Илинов        | 1935 – 5 май 1935                     |

Други командири: подполк. Николай Николаев.